# Colonia Penal del Sepa
La Colonia Penal Agrícola del Sepa (conocida coloquialmente como El Sepa o incluso El Cepa) fue una penitenciaría peruana sin muros establecida cerca de la desembocadura del río Sepa en el bajo río Urubamba en el distrito de Sepahua, ubicado en la provincia de Atalaya en el departamento del Ucayali. Estuvo en funcionamiento entre 1951 y 1993. Actualmente alberga un centro ganadero propiedad del Instituto Nacional Penitenciario.

## Historia
La creación de esta colonia penal está unida a la figura del general Manuel A. Odría cuyo gobierno contempla la idea de aunar la colonización de la Amazonía Peruana, recurrente en gobiernos de diverso signo, con la regeneración de los presos mediante el trabajo. Este proyecto empieza considerando dos emplazamientos alternativos:
- El río Cenepa, en una zona fronteriza con Ecuador, país con el que se había sostenido la reciente guerra peruano-ecuatoriana en 1941 y sobre la que en 1995 estallaría una vez más un conflicto armado entre el Perú y Ecuador conocido como la guerra del Cenepa. El principal inconveniente de esta opción era la barrera natural que para la navegación fluvial, y por tanto para el acceso al Cenepa, constituía el pongo de Manseriche.[4]
- El río Sepa en su desembocadura sobre el Bajo Urubamba. Existía aquí un fundo de unas 37000 hectáreas[5] perteneciente a una colonia de polacos establecida en la zona desde 1929 que no había prosperado y que, tras cambiar varias veces de ocupantes, pasó a dominio del Estado Peruano con sus cultivos de café, cacao y frutales así como alguna maquinaria y herramientas heredadas de los polacos, convertida en "base agrícola".[4][6][7]

Finalmente se consagró la opción del Sepa con la creación legal de la Colonia mediante Decreto Ley 10931 el 17 de diciembre de 1948. Se inician los trabajos de construcción del penal ese mismo año y un año después, en diciembre de 1949, se recibe un primer contingente de colonos (o presos). Se había previsto 1951 como año en que se iniciaría el funcionamiento de la colonia.
La idea que había detrás de este modelo era que la colonia albergara presos con condenas largas e historial de reincidencia, los cuales cumplirían dichas condenas residiendo en la Colonia junto con sus familias en calidad de colonos, cumpliendo así uno de los objetivos del penal que era la resocialización de los internos mediante el trabajo.
La Colonia, en sus mejores momentos, llegó a albergar 800 reos. Con el tiempo y por razones presupuestarias y los elevados costes de mantenimiento, se fueron remitiendo cada vez menos presos a la Colonia de manera que a mediados de los años 80 solamente había un interno. En términos prácticos, la institución deja de funcionar en 1987 aunque su único y último interno J.D.C. aun permanecerá en el lugar para cumplir su condena que está prevista que acabe en 2003 en régimen de semilibertad.
Uno de los últimos eventos registados sobre el penal es que el 15 de septiembre de 1992 el lugar fue atacado por fuerzas de Sendero Luminoso motivando, si cabe aún más, la retirada de la poca actividad que aún quedaba.
Actualmente funciona en el lugar un centro ganadero con algunas decenas de cabezas de ganado propiedad del INPE.

## Prisión Política
En la práctica, esta Colonia casi inaccesible sirvió muchas veces como destino idóneo donde aislar a opositores y a presos por motivos políticos, siendo tal el caso de los dirigentes izquierdistas que fueron recluidos allí en 1962. En 1963 el pensador peruano César Guardia Mayorga es encarcelado en el Sepa acusado de sedición, propaganda comunista y ataque a la fuerza armada. En 1973, el líder sindicalista Horacio Zeballos Gámez, junto a otros 96 maestros del sindicato SUTEP fundado por Zeballos, fue internado en la Colonia durante unos 8 meses viéndose obligado el gobierno a trasladarlo en junio de 1974 debido a la presión social. Durante su estancia en la Colonia, Zeballos escribiría algunas obras entre las que destaca Poemas de la Prisión. Posteriormente, Zeballos acabaría siendo elegido diputado por Arequipa.
Fueron reclusos también los poetas Javier Heraud y Luis Nieto Miranda o el líder de izquierda, también poeta y posteriormente senador, Genaro Ledesma Izquieta, fundador de Frente Obrero Campesino Estudiantil y Popular (FOCEP). Otro opositor político famoso recluido en la institución fue Alfonso Barrantes Lingán frejolito, fundador del frente Izquierda Unida y primer alcalde socialista de la capital peruana. Otros dirigentes sociales y políticos encarcelados fueron Jorge del Prado y Carlos Malpica.
El Decreto Ley n.º 19049 de 30 de noviembre de 1971, aprobado como legislación contra elementos rebeldes durante la primera fase del Gobierno Revolucionario de las Fuerzas Armadas, preveía en su artículo 5.º que "Las penas privativas de libertad serán cumplidas en la Colonia Penal del Sepa" como forma de agravar la severidad de las penas.

## La cuestión de la reapertura
La idea de reactivar el penal ha planeado en reiteradas ocasiones sobre el discurso de los agentes políticos peruanos sin llegar a concretarse definitivamente. Es así que desde una posición voluntarista se ha intentado ofrecer una reapertura de la Colonia como signo de compromiso con cierta mano dura en la lucha contra la delincuencia y la corrupción. Organizaciones de Derechos Humanos han interpretado que las propuestas de reabrir la Colonia del Sepa se encuadrarían en el contexto de un discurso autoritario e incluso reaccionario.
Así, por ejemplo, puede citarse a políticos como Ollanta Humala o Pedro Pablo Kuczynski como casos de líderes que en campañas electorales prometieron explícitamente la reapertura del penal para usarlo como destino de corruptos. Alan García, en su mensaje presidencial por fiestas patrias de 2009 anunció la reapertura del Sepa, en lo que luego hubo de desmentirlo su Ministro de Justicia Aurelio Pastor en un contexto de alguna confusión donde no quedaba claro si García se habría referido inicialmente al Sepa o a un penal nuevo en la selva de Cajamarca.
Alguna alta personalidad de la Iglesia Católica, como el prelado Luis Bambarén, expresidente de la Conferencia Episcopal Peruana, demandó la reapertura del Sepa y la eliminación de beneficios penitenciarios como la reducción de penas.

## El Sepa en la cultura
- En La casa verde, novela de 1966 de Mario Vargas Llosa y ambientada parcialmente en la selva peruana, se hacen algunas referencias a El Sepa como un campo penitenciario situado en un lugar remoto de la jungla.

- Parte de las novelas La tumba del relámpago y La danza inmóvil de Manuel Scorza ocurren en El Sepa.
- Parte de la novela de Gabriela Wiener de 2024 llamada Atusparia transcurre en un presente alternativo donde El Sepa fue vuelto a ser utilizado como cárcel.
- En la película Juliana, el personaje de Don Pedro afirmaba haber sido el único preso en haber podido escapar de El Sepa.